# Aéroport régional d'Aberdeen
Ne pas confondre avec l'Aéroport d'Aberdeen en Écosse.
Pour les articles homonymes, voir ABR.
L'aéroport régional d'Aberdeen (en anglais: Aberdeen Regional Airport) (code IATA : ABR • code OACI : KABR) est un petit aéroport desservant la ville d'Aberdeen, dans l'état du Dakota du Sud, aux États-Unis.